# Ioan I. Pop
Ioan I. Pop (n. 28 martie 1946, Turda, județul Cluj) este profesor universitar în cadrul Universității Tehnice din Cluj-Napoca, inventator român (Președintele SIR Transilvania), fiind recunoscut pentru contribuții importante aduse roboticii, acționărilor hidraulice și hidrologistorilor, sonicității și a lui Gogu Constantinescu. A inventat și dezvoltat numeroase aplicații bazate pe principiile sonicității și a dezvoltat conceptul de sonicitate mecanică. De-a lungul perioadei profesionale a fost distins cu 139 de diplome, ordine, medalii sau premii, dintre care 85 internaționale. Din 2011 este profesor emerit în cadrul Universității Tehnice din Cluj-Napoca și Doctor honoris causa al Universității Tehnice „Gheorghe Asachi” din Iași.

Prof. univ. em. d.H.c. dr. ing Ioan I. Pop

## Formare profesională
Născut în orașul Turda, județul Cluj, Ioan I. Pop a absolvit Institutul Politehnic din Cluj-Napoca, Facultatea de Mecanică, specializarea TCM în 1968. Student fiind, a participat la activitatea de cercetare științifică studențească, în calitate de membru al cercurilor de metalurgia pulberilor, ștanțe și matrițe, mașini-unelte etc. unde a contribuit la realizarea cercetărilor, lucrărilor și referatelor care urmau a fi prezentate cu ocazia sesiunilor științifice studențești. Dintre lucrările elaborate multe au fost premiate.
În 1969, în urma efectuării stagiului militar, a absolvit Școala Militară de Ofițeri în rezervă din Lipova fiind apoi încadrat pe baza repartiției primite, la întreprinderea Triumf (ulterior Sinterom) din Cluj-Napoca. În perioada în care a activat la această întreprindere (1969-1976), a realizat un număr de 22 inovații și raționalizări, care în majoritate vizau reducerea și/sau eliminarea importurilor de materiale și piese de schimb.
În anul 1970, a fost trimis de către întreprindere, la specializare în Franța (la Paris și Grenoble), la firma de produse sinterizate „Metafram” unde s-a specializat în repararea și exploatarea utilajelor livrate de aceasta, pentru dotarea noii secții de sinterizate. În 1974, a absolvit cursurile Centrului de Perfecționare a Lucrătorilor din Industria Constructoare de Mașini (CPLICM) București. Dintre funcțiile îndeplinite pe linie profesională se amintesc: șef atelier întreținere și reparații, șef secție mecano-energetică, șef al biroului mecano-energetic și coordonator al secției de profil. Totodată a îndeplinit și funcția de responsabil al comisiei profesionale a Comitetului sindicatului și responsabil al Comisiei Inginerilor și Tehnicienilor pe întreprindere.
Pentru rezultatele profesionale obținute la locul de muncă, în anul 1974, a fost decorat de către Consiliul de Stat al României cu Medalia Muncii.

## Activitatea didactică
În anul 1976, a fost transferat, pe bază de concurs, la Institutul Politehnic din Cluj-Napoca, catedra T.C.M., unde a ocupat un post de asistent universitar.
Activitatea de asistent și-a desfășurat-o până în septembrie 1978 când cu delegație a început să predea cursul de „Exploatarea mașinilor-unelte” la secția de subingineri Bistrița și Cluj-Napoca. În 1978 la data de 15 mai este admis la doctorat (conducător științific Prof. univ. dr. ing. Andrei Albu). A reușit să-și finalizeze teza de doctorat cu titlul „Cercetări și contribuții privind introducerea utilizării hidrologistorilor la acționarea hidraulică în construcția de mașini” în mai puțin de patru ani, astfel încât în 9 aprilie 1982 a reușit să o susțină public. Din februarie 1979, în urma concursului desfășurat, a fost încadrat ca șef de lucrări, aceeași disciplină, continuându-și activitatea de predare la secția serală de subingineri din Satu Mare. În această perioadă (1982-1984), a îndeplinit și funcția de responsabil al secției de subingineri din Satu Mare.
În anul 1983, a început să-și desfășoare activitatea de predare la Cluj-Napoca la disciplinele „Exploatarea mașinilor-unelte” (până în 1985), „Vibrații la mașini-unelte”, (din 1982), „Hidraulica mașinilor-unelte” (din 1983) și „Acționări hidraulice și pneumatice” (începând cu 1985). Între anii 1987-1989 a predat la secția de subingineri din Bistrița cursul „Mașini-unelte speciale și mașini-unelte agregat”. În perioada 1988-1991 a îndeplinit funcția de responsabil al Secției de subingineri Bistrița.
În perioada 1990-1991 pe baza de concurs a devenit conferențiar universitar. În august 1991 a fost numit conducător științific de doctorat, fiind reatestat în aprilie 1993 ca și conducător științific de doctorat la specialitatea „Mașini, instalații și acționări hidraulice și pneumatice”. În 1991 a devenit profesor universitar. Ca îndrumător de doctorat a format opt doctori în științe dintre care șase în domeniul teoriei sonicității.
De-a lungul perioadei profesionale a primit 139 de diplome, ordine, medalii sau premii, dintre care 85 internaționale.
Din 2011 este profesor emerit în cadrul Universității Tehnice din Cluj-Napoca și Doctor Honoris Causa al Universității Tehnice „Gh. Asachi” din Iași.

## Activitatea de autor
În perioada de activitate la Institutul Politehnic din Cluj-Napoca (devenit apoi Universitatea Tehnică din Cluj-Napoca) cu începere din octombrie 1976, a contribuit în calitate de autor sau coautor la redactarea a 27 de volume didactice și monografii. A realizat 174 lucrări științifice și publicate sau susținute.
Este autor sau coautor a peste 45 de invenții  și inovații precum și un număr de propuneri de invenții în curs de examinare la OSIM.
A fost director de contract la cinci contracte de cercetare naționale și membru în alte 11 contracte.
De-a lungul timpului, din activitatea de cercetare, a realizat 44 de produse și tehnologii și 41 de modele fizice, experimentale, funcționale sau prototipuri.

### Publicații
Dintre cele mai semnificative realizări în domeniul publicistic se menționează:
- Publicarea monografiei „Roboți industriali” reprezentând prima carte cu această tematică din România (1985);
- Apariția în Editura Academiei (1991) a unei monografii unicat pe plan mondial dedicată hidrologistorilor: „Noi elemente și sisteme hidraulice. Hidrologistori”;
- Dezvoltarea teoriei Sonicității, prin elaborarea unui „Tratat de Teoria Sonicității” (aprox. 600 pagini), în calitate de unic autor;
- Punerea în valoare prin „Integrala Invențiilor lui Gogu Constantinescu” (4 volume, cca. 2000 pagini) a tuturor invențiilor ilustrului nostru compatriot;
- Publicarea într-un volum de circa 900 de pagini, a lucrării „Aplicații ale sonicității”, în care sunt cuprinse principalele rezultate ale muncii modeste, dar plină de dăruire și efort al doctoranzilor, azi doctori în științe, care au contribuit la dezvoltarea teoriei sonicității;
- Apariția la Editura Performantica a Institutului National de Inventică din Iași a monografiei „Gogu Constantinescu. Selecție de brevete”, cca. 900 de pagini;
- Finalizarea a patru volume „Cartea invențiilor. Gogu Constantinescu” totalizând circa 2600 pagini (în curs de publicare);
- Citarea în peste 150 de articole publicate și monografii științifice;
- Recenzarea științifică a  peste 10 tratate și monografii;
- A publicat 27 tratate, monografii științifice și lucrări cu caracter didactic.

### Cărți și monografii publicate
- ALBU, A., DEACU, L., POP, I. I., ș.a., - 'Mașini-unelte și Agregate. Acționare și Exploatare. Lucrări de laborator', Lito. IPCN, Cluj-Napoca, 1980 [4]
- ALBU, A., DEACU, L., POP, I. I., ș.a., - 'Exploatarea mașinilor-unelte', Editura Didactică și Pedagogică, București, 1983 [5]
- DEACU, L., POP, I. I., - 'Hidraulica mașinilor-unelte', Lito. IPCN, Cluj-Napoca, 1983 [6]
- DEACU, L., POP, I. I., - 'Vibrații la Mașini-Unelte', Lito. IPC-N, Cluj-Napoca, 1983 [7]
- ISPAS, V, POP, I. I., Bocu, M., - 'Roboți industriali', Editura Dacia, Cluj-Napoca, 1985 [8]
- GIURGIUMAN, H, POP, I. I., s.a., - 'Bazele generării și așchierii suprafețelor. Lucrări de laborator', Lito. IPCN, Cluj-Napoca, 1986 [9]
- POP, I. I., - 'Vibrații la Mașini-Unelte. Îndrumător de lucrări', Lito. IPCN, Cluj-Napoca, 1986 [10]
- POP, I. I., - 'Noi elemente și sisteme hidraulice. Hidrologistori', Editura Academiei, București, 1990 [11]
- POP, I. I., MARCU, I. L., KHADER, MOH'D, DENES POP, I., 'Conventional Hydraulics', Editura U.T.PRES, Cluj-Napoca, 1999 [12]
- POP, I. I., MARCU, L., KHADER, MOH'D, DENES POP, I., 'Modern Hydraulics. Pneumatics', Editura U.T.PRES, Cluj-Napoca, 1999 [13]
- POP, I. I., NICOARA, C.S., DENES POP, I., MARCU, I. L., 'Dinamica și Acustica Mașinilor Unelte', Editura U.T.PRES, Cluj-Napoca 2000 [14]
- POP, I. I., MARCU, I. L., DENES POP, I., 'Acționări hidraulice clasice', Editura U.T.PRES, Cluj-Napoca, 2003 [15]
- POP, I. I., Ioan-Lucian MARCU, 'Mari personalități Gogu CONSTANTINESCU', Editura AGIR, București, 2003 [16]
- POP, I. I., DENES POP, I., MARCU, I. L., 'Acționări hidraulice moderne. Pneumatică', Editura U.T.PRES, Cluj-Napoca, 2004 [17]
- POP, I. I., 'Inventeurs de genie Gogu Constantinescu', Editura Mediamira, Cluj,  2006 [18]
- POP, I. I., 'Tratat de teoria sonicității', Editura Performantica, Iași, 2006 [19][20]
- Ioan, I., POP, Petru BERCE, Ioan-Lucian MARCU, Gheorghe CIUTRILĂ, Ioana DENES-POP, Florin Rareș SAVA, Marius DENES-POP, 'Gogu Constantinescu. Integrala invențiilor, Brevete înregistrate în Austria, Elveția, Vol I', Editura Performantica, Iași, 2006 [20][21][22]
- Ioan, I., POP, Petru BERCE, Ioan-Lucian MARCU, Gheorghe CIUTRILĂ, Ioana DENES-POP, Florin Rareș SAVA, Marius DENES-POP, 'Gogu Constantinescu. Integrala invențiilor, Brevete înregistrate în Germania, Danemarca, Franța, România, Vol. II', Editura Performantica, Iași, 2006 [20][22][23]
- Ioan, I., POP, Petru BERCE, Ioan-Lucian MARCU, Gheorghe CIUTRILĂ, Ioana DENES-POP, Florin Rareș SAVA, Marius DENES-POP, 'Gogu Constantinescu. Integrala invențiilor, Brevete înregistrate în SUA, Marea Britanie, Vol. III', Editura Performantica, Iași, 2006 [20][22][24]
- Ioan, I., POP, Petru BERCE, Ioan-Lucian MARCU, Gheorghe CIUTRILĂ, Ioana DENES-POP, Florin Rareș SAVA, Marius DENES-POP, 'Gogu Constantinescu. Integrala invențiilor, Brevete înregistrate în Marea Britanie, Vol. IV', Editura Performantica, Iași, 2006 [20][22][25]
- Ioan, I., POP, ș.a., 'Gogu Constantinescu - Selecție de brevete', Editura Performantica, Iași, 900 pag., 2007 [22][26]
- Ioan, I., POP, ș.a., 'Aplicații ale sonicității. Rezultate experimentale', Editura Performantica, Iași, 2007 [20][22][27]
- Ioan, I., POP, Paul Vidican., 'Sonicitatea mecanică', Editura Performantica, Iași 2010
- Ioan, I., POP, ș.a.,'Mică enciclopedie de mari valori ridicate dintre români', Imprimeria Ardealul, 2011
- Ioan, I., POP, 'Cartea invențiilor – Gogu CONSTANTINESCU Vol. I', Editura Risoprint, 2011 (în curs de publicare)
- Ioan, I., POP, 'Cartea invențiilor – Gogu CONSTANTINESCU Vol. II', Editura Risoprint, 2011 (în curs de publicare)
- Ioan, I., POP, 'Cartea invențiilor – Gogu CONSTANTINESCU Vol. III', Editura Risoprint, 2011 (în curs de publicare)
- Ioan, I., POP, 'Cartea invențiilor – Gogu CONSTANTINESCU Vol. IV', Editura Risoprint, 2011 (în curs de publicare)

## Activitatea științifică
Dintre multiplele direcții de cercetare se evidențiază trei:
- Sisteme de acționare și comandă electro-hidraulică pentru roboții industriali - este coautor al primei monografii de Roboți Industriali, din 1985, care cuprinde aceasta abordare.
- Utilizarea hidrologistorilor în industrie - este unic autor al tratatului „Noi sisteme hidraulice. Hidrologistori”, apărut la Editura Academiei în 1991, prima și singura lucrare care tratează într-un mod unitar această problematica.
- Teoria Sonicității – a preluat și dezvoltat moștenirea de o deosebită valoare științifică și practică  a celui mai mare inventator român, Gogu Constantinescu.

A înființat trei laboratoare didactice și de cercetare științifică și anume:
- Laboratorul de acționări hidraulice și pneumatice;
- Laboratorul de dinamica și acustica mașinilor unelte;
- Laboratorul de sonicitate.

A colaborat la înființarea laboratorului de Bazele Așchierii și Generării Suprafețelor.

## Distincții și diplome primite
1. Profesor Emerit al Universității Tehnice din Cluj-Napoca, 2011, România
2. Doctor Honoris Causa al Universității Tehnice „Gh. Asachi”, 2011, România
3. Distinction of „Grand Officer” number of the Cross: 11546 – Brussels Eureka Innovation Awards, 2011, Belgia
4. Gold Medal for the innovation – Unconventional Heat Installation, 2011, Belgia
5. Diploma „INCUBATOR OF INVENTIONS” – Russia, for „Unconventional Heat Installation” , 2011, Belgia
6. Special Prize of Ukrainian Council of Inventors and Innovators (Kiev), INVENTICA 2011, 2011, Romania
7. Diploma Gold Medal „Henri Coandă” for „Ecologic Heat Exchanger”, „INVENTICA 2011”, 2011, Romania
8. Diploma Gold Medal „Henri Coandă” for „Improvements in power transmission from the eolian rotor to the base of the tower, through pressure waves”, INVENTICA 2011, 2011, Romania
9. Marele Premiu al Universității Tehnice a Moldovei, 2011, Republica Moldova
10. Diploma pentru merite deosebite în activitatea inventivă 2011 - Universitatea de Stat de Medicină și Farmacie „Nicolae Testemițanu”, 2011, Rep. Moldova
11. International Warsaw Invention Show– Medal IWIS - Association of Polish Inventors and Rationalizers, 2011, Polonia
12. Diploma of Honour for „Automatic, Inertial Gear-Box” - INVENTICA 2011, 2011, Romania
13. Diploma of Honour for „Proportional Hydro-logistic drosel – patt. no. RO89647” - INVENTICA 2011, 2011, Romania
14. Diploma of Honour for „Rotational mechanism for robots – patt. no. RO99463” - INVENTICA 2011, 2011, Romania
15. Diploma of Honour for „Bloc logic hidraulic – patt. no. RO81756” - INVENTICA 2011, 2011, Romania
16. Diploma de Excelență și Medalia de Aur cu mențiune specială – ProInvent 2011, 2011, Romania
17. Diploma de Excelență PRO INVENT – ProInvent 2011, 2011, Romania
18. Diploma de Merit - Conferința Națională cu participare Internațională „Profesorul Dorin Pavel – Fondatorul hidroenergeticii Românești”, 2011, Romania
19. Diploma de Merit - Centrul de Studii și Cercetări Psihotronice și Ufologice, 2011, Romania
20. Gold Medal  - ECOLOGIC HEAT EXCHANGER - EUROINVENT – European Exhibition of Creativity and Innovation, 2011, Romania
21. Gold Medal  - Group of Inventions - European Exhibition of Creativity and Innovation, 2011, Romania
22. Diploma de Excelență și Medalia Târgului - INVENT-INVEST, 2011, Romania
23. Diploma de Onoare - INVENT-INVEST, 2011, Romania
24. Premiul Târgului - INVENT-INVEST, 2011, Romania
25. Diploma de Excelență în semn de apreciere pentru munca de cercetare și inovare - Consiliul Local și Municipiul Baia Mare, 2011, Romania
26. Special Prize of Ukranian Council of Inventors and Innovators, 2010, Ucraina
27. Diploma and Gold Medal - International Salon of Inventions and New Technologies „New Time”, 2010, Ucraina
28. Diploma și Medalia de Aur cu mențiune – „INVENTICA 2010”, 2010, Romania
29. Diploma și Medalia de Aur cu mențiune – „INVENTICA 2010”, 2010, Romania
30. Diploma of Honor – „INVENTICA 2010”, 2010, Romania
31. Diploma și Medalia de Aur – „INVENTICA 2010”, 2010, Romania
32. Diploma și Medalia de Aur – „INVENTICA 2010”, 2010, Romania
33. Special Prize of Ukrainian Council of Inventors and Innovators (Kiev), INVENTICA 2010, 2010, Romania
34. Diploma and Silver Medal - International Salon of Inventions and New Technologies „ New Time”, 2010, Ucraina
35. Diploma of Excellence - Euro Invent, România, 2010, Romania
36. Premiul Universității Tehnice „ Gheorghe Asachi” din Iași - INVENT-INVEST, 2010, Romania
37. Medalia de Aur – INVENTIKA, 2010, Romania [28]
38. Medalia de Aur– INVENTIKA, 2010, Romania [28]
39. Medalia de Argint – INVENTIKA, 2010, Romania [28]
40. Medalia de Argint – INVENTIKA, 2010, Romania [28]
41. Medalia de Bronz – INVENTIKA, 2010, Romania [28]
42. Medalia de Bronz – INVENTIKA, 2010, Romania [28]
43. Diploma de Excelență - PRO INVENT, 2010, Romania
44. Diploma de Excelență și Medalia de Aur cu mențiune Specială - PRO INVENT, 2010, Romania
45. Diploma de Excelență și Medalia de Aur cu mențiune Specială - PRO INVENT, 2010, Romania
46. Diploma de Excelență - PRO INVENT, 2010, Romania
47. Diploma Special Award for Merit - Institutul național de inventică, 2010, Romania
48. Diploma de Excelență - Universitatea Tehnică a Moldovei, 2010, Rep. Moldova
49. Brevet d’Honneur Nr. 247 - Institutul Național de Inventică, Iași, România, 2010, Romania
50. Medalia de Aur pentru Invenția: Ecologic Heat Exchanger, 2009, Rusia
51. Medalia de Aur pentru Invenția: Rotational mechanism for robots, 2009, Rusia
52. Medalia AGEPI pentru activitatea internațională  din domeniul inventicii și inovării , 2009, Rusia
53. Diploma „TESLA FEST”, 2009, Rusia
54. Diploma Juriului Internațional și Medalia de Aur , 2009, Rusia
55. Diploma Respectului și Gratitudinii pentru contribuția activă la organizarea și buna desfășurare a salonului, 2009, Rusia
56. Cupa AGEPI pentru Invenția: Bloc Logic Hidraulic, 2009, Republica Moldova
57. Diploma de Excelență: Ciclul de lucrări în domeniul Sonicității, 2009, Republica Moldova
58. Diploma de Excelență pentru invențiile prezentate în cadrul Salonului Internațional „INVENTICA 2009”, 2009, Republica Moldova
59. Diploma „TESLA FEST” și Placheta de Aur, 2009, Serbia
60. Diploma „TESLA FEST” Prof. Univ. Dr. Ing. Ioan I. POP (Universitatea Tehnică din Cluj-Napoca), 2009, Serbia
61. Diploma de Excelență pentru Societatea Inventatorilor din România-Transilvania , 2009, România
62. Diploma de Excelență, 2009, România
63. Diploma de Excelență și Medalia de Aur pentru „Îmbunătățirea transmiterii puterii de la rotorul eolian la baza turnului prin unde de presiune”, 2009, România
64. Diploma de Excelență și Medalia de Aur pentru „Mecanism de rotație pentru roboți”, 2009, România
65. Diploma de Excelență și Medalia PROINVENT pentru  „Drosel hidrologistic proporțional”, 2009, România
66. Brevet de Onoare NR.247 și Distincția de „Inventator de Elită” Cl. I, 2009, România
67. Premiul Institutului Național de Inventică pentru contribuțiile de excepție aduse în domeniul inventicii și a creației științifice și tehnice, 2009, România
68. Diploma și Medalia de Aur INVENTICA cu mențiune pentru „Îmbunătățirea transmiterii puterii de la rotorul eolian la baza turnului prin unde de presiune”, 2009, România
69. Diploma și Medalia de Aur INVENTICA cu mențiune pentru „Rotational mechanism for robots”, 2009, România
70. Premiul Special AL Institutului Național de Inventică (Universitatea Tehnică din Cluj-Napoca) pentru „Înalt nivel de organizare a cercetărilor științifice și parteneriat inovativ științifico-tehnic” 2009, România
71. Diploma pentru lucrarea „Aspecte analitice privind un nou sistem neconvențional de transmitere a puterii (SNTP)”, 2009, România
72. Diploma Specială și Ordinul „Leonardo Da Vinci", 2009, România
73. Brevet și Medalia de Aur „Henri Coandă Cl. I", 2009, România
74. Diploma de Mulțumire, 2009, România
75. Ordinul științific „GOGU CONSTANTINESCU” în grad de Mare Ofițer, 2009, România
76. Diploma comitetului celei de-a 5 conferințe internaționale de sisteme de fabricație, 2009, România
77. Brevet de Onoare Nr. 239 și distincția de „Inventator de Elită” Cl. II, 2008, România
78. Premiul Ministerului Educației, Cercetării și Tineretului, 2008, România
79. Diploma de Excelență și Medalia de Aur cu mențiune Specială  pentru Invenția: Drosel hidrologistic proporțional, 2008, România
80. Diploma de Excelență și Medalia de Aur cu mențiune Specială pentru Invenția: Mecanism de rotație pentru roboți, 2008, România
81. Diploma de Excelență pentru „Contribuții de excepție în activitatea  de cercetare și promovare a inventicii” Acordată de Academia de Științe Tehnice din România Filiala Cluj-Napoca, 2008, România
82. Diploma de Excelență, Acordată de Ministerul Sănătății al Republicii Moldova - Centrul Național Științifico-practic de Medicină Preventivă, 2008, Republica Moldova
83. Diploma de Excelență, pentru merite deosebite în domeniul inventicii, participarea activă la salonul „PROINVENT-2008” și promovarea la scară internațională a realizărilor științifice acordată de Universitatea Tehnică a Moldovei - Ministerul Educației și Tineretului - Republica Moldova, 2008, Republica Moldova
84. Diploma de Excelență pentru lucrările științifice / invențiile prezentate, 2008, România
85. Medalia de Aur pentru Perspicacitatea și actualitatea invențiilor prezentate la Salonul Internațional de inventică Acordată de Agenția de Stat Pentru Proprietate Intelectuală a Republicii Moldova, 2008, Republica Moldova
86. Diploma de Onoare „Profesorul DORIN PAVEL” acordată de Instituția Prefectului Județului Alba și Consiliul Județean ALBA, 2008, România
87. Diploma de Excelență pentru Rezultate remarcabile obținute in inovare și valorificare acordată de Ministerul Sănătății al Republicii Moldova - Centrul Național Științifico-practic de Medicină Preventivă  , 2008, Republica Moldova
88. Brevet: Inventator de Elită 2008, 2008, România
89. Decorația „ORDEN OTOBRAJENIA”, Nr. 31, 2008, Ucraina
90. Medalia AGEPI, 2008, Republica Moldova
91. Premiul Special , 2008, Ucraina
92. Medalia AGEPI, 2008, Ucraina
93. Medalia de Aur pentru Invenția: Ecologic Heat Exchanger, 2008, Ucraina
94. Medalia de Aur pentru Invenția: Rotational mechanism for robots, 2008, Ucraina
95. Medalia de Aur pentru Invenția: Improvements in power transmission from the eolian rotor to the base of the tower, through pressure waves, 2008, Ucraina
96. Medalia de Aur pentru Invenția: Automatic Inertial Gearbox, 2008, Ucraina
97. Medalia de Aur pentru Invenția: Hydraulic Logical Block, 2008, Ucraina
98. Medalia de Aur pentru Invenția: Proportional hydrologistic drosel, 2008, Ucraina
99. Medalia de Aur a SIR, 2008, România
100. Medalia de Aur pentru invenția Ecologic Heat Exchanger, 2008, România
101. Diploma de Excelență a CCIAT TEGA, 2008, România
102. Diploma de Excelență a Societății Inventatorilor din România „ALL INVENT”, 2008, România
103. Diploma de Excelență și Cupa de Aur, 2008, România
104. Diploma pentru contribuții remarcabile în cercetarea științifică și creația tehnică, 2008, Republica Moldova
105. Diploma de Excelență și Medalia de Aur cu mențiune Specială pentru Invenția: „Drosel hidrologistic proporțional”, 2008, România
106. Diploma de Excelență și Medalia de Aur cu mențiune Specială pentru Invenția: „Mecanism de rotație pentru roboți”, 2008, România
107. Premiul AGEPI pentru susținerea inventatorilor din Republica Moldova, 2008, Republica Moldova
108. Premiul Special al Școlii Superioare de Cazuistică, 2008, Ucraina
109. Premiul Ministerului Educației, Cercetării și Tineretului, 2007, România
110. Premiul Institutului Național de Inventică, 2007, România
111. Premiul Special al Școlii Superioare de Cazuistică, 2007, România
112. Diploma și Premiul AGEPI, 2007, Republica Moldova
113. Diploma de Excelență, 2007, Republica Moldova
114. Marele Premiu al Juriului, 2006, România
115. Diploma de participare la cursul de dezvoltare a abilităților  antreprenoriale „de la idee la afacere", 2006, România
116. Premiul Special OSIM, 2006, România
117. Diploma de Excelență cu Medalia de Aur și mențiunea Specială a Juriului, pentru invenția „Calorifer ecologic", 2006, România
118. Diploma de Excelență cu Medalia de Aur și mențiunea Specială a Juriului, pentru invențiile prezentate la salon, 2006, România
119. Diploma și Medalia de Aur, 2006, România
120. Ordinul Științific GOGU CONSTANTINESCU în grad de Comandor, 2006, România
121. Merite De l'Invention en grad de Commandeur, Croix N. 2017, 2005, Belgia
122. Brevet Medalia de Aur „Henri Coandă Cl. I", 2005, România
123. MERITUL Științific INVENTICA, 2005, 2005, România
124. Diploma de Excelență și Ordinul Tehnico-Științific și Cultural „Leonardo Da Vinci", 2005, Belgia
125. Medalia de Aur „PETRU PONI" cu mențiuneA SpecialĂ A Juriului, 2005, România
126. Certificat de Membru de Onoare, 2005, România
127. Medalia de Aur cu mențiunea Specială a Juriului, 2005, România
128. Diploma și Medalia de Aur cu mențiunea Specială A Juriului, 2005, România
129. Member of International Innovation Club „ARCHIMEDES", 2005, Rusia
130. Medalia de Aur cu mențiunea Specială A Juriului, 2004, România
131. Diploma de Merit pentru contribuția în organizarea și desfășurarea în municipiul Sebeș a conferințelor naționale „Profesorul Dorin PAVEL - fondatorul hidroenergeticii românești", 2004, România
132. Diploma și Premiul Primăriei Iași, 2004, România
133. Diploma de Excelență și Ordinul Tehnico-științific și Cultural „Leonardo Da Vinci" și Medalia de Aur, 2004, România
134. Premiul SIR pentru activitate susținută și deosebită în inventică, 2004, România
135. Diploma de Excelență cu distincția de Aur „INVENTICA", 2004, România
136. Diploma de Excelență, 2003, România
137. Diploma Inventator de Elită CL. III, 2003, România
138. Certificat de Expert Evaluator, 2001, România
139. Medalia Muncii, 1974, România